# 블룸 형제 사기단
《블룸 형제 사기단》(영어: The Brothers Bloom)은 미국에서 제작된 라이언 존슨 감독의 2008년 케이퍼 코미디 드라마 영화이다. 레이철 바이스, 마크 러펄로 등이 출연하였고, 제임스 D. 스턴 등이 제작에 참여하였다.

## 출연
- 마크 러펄로 - 스티븐 블룸 역
  - 맥스 레코즈 - 어린 스티븐 역
- 레이철 바이스 - 퍼넬러피 스탬프 역
- 에이드리언 브로디 - 블룸 블룸 역
  - 재커리 고든 - 어린 블룸 역
- 기쿠치 린코 - 뱅 뱅 역
- 막시밀리안 셸 - 다이아몬드 도그 역
- 로비 콜트레인 - 막시밀렌 "더 큐레이터" 멜빌 역
- 리키 제이 - 해설
- 앤디 나이먼 - 찰스턴 역
- 노라 제헤트너 - 로즈 역
- 노아 시건 - 더 듀크 역
- 스테판 카피치치 - 독일인 바 주인 역
- 조지프 고든레빗 - 바 손님 역 (크레디트 미기재)
- 루커스 하스 - 바 손님 역 (크레디트 미기재)
- 람 베르그만 - 본인 역

## 기타 제작진
- 공동 제작: 톰 카나우스키, 매슈 J. 버치
- 배역: 섀넌 매케이니언
- 미술: 짐 클레이
- 세트: 소피 뉴먼
- 의상: 베어트릭스 어루너 퍼스토르

## 우리말 녹음
KBS 성우진
- 김일 - 블룸(에이드리언 브로디)
- 배정미 - 퍼넬러피(레이첼 와이즈)
- 원호섭 - 스티븐(마크 러펄로)
- 한상덕 - 다이아몬드 도그(막시밀리안 셸) / 해설(리키 제이)
- 노민 - 큐레이터(로비 콜트레인)
- 소연 - 소년 스티븐(맥스 레코즈) / 로즈(노라 제헤트너)
- 오인실 - 소년 블룸(재커리 고든) / 뱅뱅(기쿠치 린코)
- 변현우 - 파티 손님(람 베르그만)
- 곽윤상 - 찰스턴(앤디 나이먼)
- 주재규 - 듀크(노아 시건)
- 김석환 - 경찰 서장(블라디미르 쿨하비)